# Escudo de Méntrida
El escudo heráldico de Méntrida es el símbolo que representa al municipio de Méntrida, en la provincia de Toledo, España.

## Origen
En 1956, el entonces Ministerio de la Gobernación exhortaba a todos los Ayuntamientos de España a que utilizase un escudo municipal propio, es decir un emblema o distintivo del Ayuntamiento, como había sido propuesto con anterioridad en el Reglamento de 17 de mayo de 1952. Esta disposición trataba de restablecer la antiquísima costumbre del empleo de escudo de armas por parte de los Concejos, por lo que muchos de ellos se vieron apremiados a localizar en viejos legajos y protocolos alguna legítima seña de identidad histórica, que permitiera ser ensamblada en un nuevo blasón municipal, en función del razonado imperativo legal.
Ciertamente, algunos municipios, no muchos, ya gozaban de tal privilegio: bien por no haberlo proscrito o, como en el caso del Ayuntamiento de Méntrida, porque se había anticipado al restablecimiento de la remota costumbre de su utilización y no hubo necesidad de recurrir a ninguna búsqueda documental para crear un escudo de armas que ya venía utilizándose desde épocas relativamente recientes.
El Ayuntamiento de Méntrida, ateniéndose a la mencionada legislación, en sesión extraordinaria de 7 de junio de 1952, había acordado adoptar un escudo para la Villa, y a tal objeto, el Alcalde-Presidente, don Felipe Artalejo Molina, ordenó el inicio del expediente y estudio del oportuno diseño.  
De esta meritoria labor se encargaría, a petición del propio Concejo, el historiador don Antonio Jiménez-Landi Martínez, descendiente de mentridanos y tan querido por sus convecinos como erudito y riguroso en su labor histórica, en general, y de esta investigación histórica, en particular. Configurada la descripción, presentó tres proyectos a la Real Academia de la Historia para que dictaminase cuál era la más apropiada. Por el preceptivo y favorable informe de esta insigne institución académica y, a propuesta del Ministerio de Justicia, fue aprobado el actual escudo, en Consejo de Ministros el 3 de enero de 1953.

## Descripción heráldica
Trae de azur cruz llana de oro que contracuartela el campo: 1 y 4, encina de oro frutada de argento y hojada de sinople; 2 y 3, hacha de oro surmontada y sostenida por dos toros pasantes del mismo metal, linguados de gules. Sobre el todo, escusón de argento con el monograma del Ave María en azur, sostenido de tocón de encina cortadiza en su color. Coronel y dos danzantes típicos de la villa, tenantes, el primero portador de cayada de oro, y, el segundo, de hijada de plata.
Dado que el propio autor aclara algunas palabras de carácter heráldico en su descripción manuscrita, a continuación se especifican otras que también aparecen en los textos:
- Argento: Plata.
- Coronel: Corona nobiliaria de duque, marqués, conde, vizconde o barón.
- Cruz llana: Para su autor significa que muestra solamente su esmalte (oro).
- Escusón: Escudo tres veces más pequeño que el escudo propiamente dicho, colocado en el centro de éste.
- Frutada: Cargada de frutos.
- Hojada: Se dice de las plantas o flores acompañadas de sus hojas.
- Linguados de gules: Animal o animales cuya lengua tiene distinto esmalte que el del cuerpo, en este caso, gules es el color rojo.
- Metal: Oro o plata que respectivamente, suelen representarse con los colores amarillo y blanco.
- Monograma: Enlace en un solo dibujo de dos o más letras.
- Pasantes: Se dice de los animales representados en posición de andar, siempre mirando hacia la diestra del escudo.
- Sobre el todo: Referido al escusón que se coloca en el centro del escudo, sobre los cuarteles existentes.
- Sostenida: Figura que lleva otra debajo unida a ella.
- Surmontada: Figura que en su parte superior tiene otro por encima, pero sin tocarse.
- Tenantes: Figuras humanas, ángeles u hombres, que, colocadas simétricamente, representan aguantar del escudo.

## Representatividad heráldica
A la descripción señalada es necesario añadir la simbología que mantiene cada una de las piezas que componen el escudo. Según confirió personalmente su autor, la cruz llana se refiere a la reconquista del territorio donde Méntrida está enclavada, por Alfonso VI y a su adscripción posterior a la sede arzobispal de Toledo. 
Los cuatro espacios que la cruz divide, o contracuartela, el campo del escudo representan las cuatro dehesas de la Villa sobre las que Méntrida tenía propiedad y jurisdicción civil y criminal: Berciana, El Caño, Navallera y El Romeral y Marzalba, estas últimas conjuntamente. 
Los árboles de encina, hachas y toros corresponden al derecho que tenían los vecinos de Méntrida de aprovechar los frutos, leñas y pastos de las mencionadas dehesas boyales.
El escusón que contiene el monograma de la Virgen -AM (Ave María)- y el tocón de encina, simbolizan la aparición de la Virgen al cabrero Pablo Tardío, en la dehesa de Berciana, sobre una encina cortada, según nos cuenta la tradición. 
El escudo está sostenido por dos tenantes, es decir, dos danzantes que representan a los que acompañan a la Virgen de la Natividad, patrona de la villa, al Monte de Berciana, el 25 de abril de cada año, en donde se apareció Nuestra Señora. Portan en sus manos, respectivamente, un cayado y una hijada, aludiendo a las principales faenas, de origen pastoril -la más antigua- y a la labranza de la tierra que efectuaban los primeros habitantes de Méntrida. 
Ni la corona ni los tenantes son citados en el Decreto que aprobaba la configuración del escudo, porque ambos son adornos del escudo, sin que ello signifique una adición gratuita al mismo, pues por sí mismos, aportan informaciones originales y precisas. Todo ornamento externo que figura en un escudo puede no ser privativo del mismo, sin embargo, en este caso, los danzantes -al igual que el coronel que timbra el blasón municipal-, son adornos exteriores alusivos a Méntrida, con el matiz carismático y tradicional que conviven con su entorno.

## Acotaciones personales
Según la descripción literaria que detalla el autor, el diseño de la corona que timbra el escudo quiso representar al Duque del Infantado, Grande de Castilla desde 1475 y Señor de la Villa de Méntrida. Sin embargo, la mano del artista no recogió fielmente, en su representación gráfica, el diseño que ofrece don Antonio Jiménez-Landi en su estudio, pues el mencionado coronel se acerca más a la clásica corona real abierta que a una corona ducal. 
Mientras en la corona ducal, del círculo de pedrería nacen ocho florones semejantes a hojas de apio, de los cuales solo vemos cinco -tres enteros y dos medios a cada lado-, por su parte, en la corona real, formada también por ocho florones con una perla en su centro y de aquí nacen otras tantas diademas cargadas de perlas y unidas en el centro por un mundo de oro en el que descansa una cruz. Esta forma se denomina corona real cerrada, en cuyo interior se aloja un bonete. La corona real abierta carece del mencionado bonete, las diademas, la esfera y la cruz.
Haciendo un breve recorrido sobre los timbres que siempre coronaron los escudos, conviene señalar que no solamente eran los reyes quienes los usaban como insigne distintivo, también la nobleza titulada e, incluso, los municipios timbraban sus armas con coronas, colocándolas en sus blasones con verdadera profusión.
Mas la arbitrariedad en su uso fue tan grande que Felipe II, tuvo que intervenir y el 8 de octubre de 1576, sistematizó su empleo.
...para poner orden en el exceso que ha habido y hay en poner coronas en los escudos de armas, en los sellos y en los reposteros, que ninguno, ni alguna persona puedan poner ni pongan coronas en los dichos sellos ni reposteros, ni en otra parte alguna, salvo los Duques, Marqueses y Condes, los cuales tenemos por bien las puedan poner, siendo solamente en la forma que les toca y no de otra manera...
Consta que el autor del escudo municipal, con mucho respeto a las leyes heráldicas, consciente y acertadamente, no pretendió en ningún momento insertar una corona real, por haber sido creado y aprobado dicho escudo en 1953, época despegada de la Monarquía.